# 海南麂
海南麂（学名：Muntiacus nigripes）也称海南赤麂，一种分布于中华人民共和国海南岛的哺乳动物，隶属于鹿科麂属。其种加词“nigripes”意为“黑足的”。

## 分类地位
海南麂过去被认为是赤麂（Muntiacus muntjak）海南亚种，英国学者彼得·格拉布和科林·格罗夫斯合著的《有蹄类动物分类学》 (Ungulate Taxonomy) 一书中根据体型和体色的不同将其视为独立物种，2015年发布的《中国哺乳动物多样性》名录中也采用此说法，将其视为独立物种。但是目前大部分资料仍将视为赤麂亚种。

## 形态特征
身体呈亮橙色至深红色，额枕深棕色或黑色，耳背除底部外大部分呈黑色，四肢下半部为灰色、深栗色至黑棕色，下巴、喉咙、腋窝、腹股沟等处为纯白色。角短，但角柄相对较长。